# Zgornji Slemen, Selnica ob Dravi
Zgornji Slemen je naselje v Občini Selnica ob Dravi.